# Amphiprion fuscocaudatus
Amphiprion fuscocaudatus, el pez payaso de aletas oscuras es una especie de pez payaso de la familia Pomacentridae, en el orden de los Perciformes.
Esta especie marina sólo se encuentra en los archipiélagos de Seychelles, de dónde es endémica.

## Morfología
Su coloración base es negra, salvo el vientre, las aletas pectorales, las aletas pélvicas y la aleta anal, que son amarillos. Tiene tres bandas verticales blancas atravesando el cuerpo: la primera, desde la frente al límite inferior del opérculo; la segunda, desde el centro de la aleta dorsal hasta el nacimiento anterior de la aleta anal; y la tercera, en el pedúnculo caudal y márgenes inferiores laterales de la aleta caudal.
Tiene 11 espinas dorsales y 15-16 radios blandos dorsales; 2 espinas anales y 14 radios blandos anales.
Los machos pueden llegar alcanzar los 14 cm de longitud total.

## Hábitat
Es un pez de mar de clima tropical y asociado a los  arrecifes de coral, que vive entre 5-30 m  de profundidad. Los adultos se encuentran en lagunas protegidas y arrecifes exteriores, particularmente en parches de arrecife. Se asocia en relación mutualista con la anémona Stichodactyla mertensii.

## Distribución geográfica
Se encuentra al oeste del Océano Índico, es especie endémica de Seychelles, incluido el atolón de  Aldabra.

## Alimentación
Se alimenta de macroalgas bénticas y pequeños invertebrados.

## Reproducción
Son ovíparos, los huevos son demersales y se adhieren al sustrato. Forman parejas para la reproducción, el macho cuida y oxigena la puesta, pero no cuidan las crías.